# 伊马鲁伊
伊马鲁伊是巴西圣卡塔琳娜州的一个市镇。总面积542平方公里，总人口11675人，人口密度21.5人/平方公里。